# Hadrodactylus elongatus
Hadrodactylus elongatus là một loài tò vò trong họ Ichneumonidae.